# 솔헤이마르 23
솔헤이마르 23(아이슬란드어: Sólheimar 23)은 아이슬란드의 주거용 건물이다. 1961년 완공되었으며 1967년까지 아이슬란드 최고층 건물이었다. 높이는 40.5m이고 층수는 13층이다.

## 같이 보기
- 아이슬란드의 마천루 목록